# Абдельатіф Нуссір
Абдельатіф Нуссір (араб. عبد اللطيف نصير, нар. 20 лютого 1990, Мохаммедія) — марокканський футболіст, захисник клубу «Відад» (Касабланка).

## Клубна кар'єра
У дорослому футболі дебютував 2009 року виступами за команду МАС (Фес), в якій провів один сезон, взявши участь у 6 матчах чемпіонату.
Своєю грою за цю команду привернув увагу представників тренерського штабу клубу ФЮС (Рабат), до складу якого приєднався 2010 року. Відіграв за клуб з Рабата наступні два сезони своєї ігрової кар'єри, взявши участь у 30 матчах чемпіонату. З командою став володарем Кубка конфедерації КАФ у 2010 році та віце-чемпіоном Марокко у 2012 році.
2012 року Нуссір повернувся в МАС (Фес), у складі якого провів наступні два роки своєї кар'єри гравця.
Влітку 2014 року перейшов у «Відад» (Касабланка), з яким у першому ж сезоні став чемпіоном Марокко, а у сезоні 2016/17 повтори це досягнення. У листопаді 2017 року виграв Лігу чемпіонів КАФ. Станом на відіграв за клуб з Касабланки 112 матчів в національному чемпіонаті.

## Виступи за збірні
Залучався до складу молодіжної збірної Марокко. На молодіжному рівні зіграв у 27 офіційних матчах. 2012 року захищав кольори олімпійської збірної Марокко на Олімпійських іграх 2012 року у Лондоні. У складі цієї команди провів 4 матчі.
14 листопада 2012 року дебютував в офіційних матчах у складі національної збірної Марокко в товариській грі проти Того (0:1). Наступного року у складі збірної був учасником Кубка африканських націй 2013 року у ПАР, але на поле на турнірі не виходив.

## Досягнення
- Чемпіон Марокко (2): 2014/15, 2016/17
- Володар Кубка конфедерації КАФ: 2010
- Переможець Ліги чемпіонів КАФ: 2017